# Euro Beach Soccer League 2010
L'Euro Beach Soccer League 2010 è la 13ª edizione di questo torneo.

## Calendario
| Data         | Paese                  | Città     | Stage   |
| ------------ | ---------------------- | --------- | ------- |
| 28-30 maggio | Russia (bandiera)      | Mosca     | Stage 1 |
| 25-27 giugno | Francia (bandiera)     | Marsiglia | Stage 2 |
| 2-4 luglio   | Italia (bandiera)      | Lignano   | Stage 3 |
| 22-25 luglio | Paesi Bassi (bandiera) | L'Aia     | Stage 4 |
| 26-29 agosto | Portogallo (bandiera)  | Lisbona   | Finali  |

## Squadre partecipanti

### Divisione A
- Romania
- Italia
- Polonia
- Portogallo

- Francia
- Russia
- Spagna
- Svizzera

### Divisione B
- Azerbaigian
- Bielorussia
- Rep. Ceca
- Inghilterra
- Turchia
- Grecia

- Germania
- Israele
- Norvegia
- Ungheria
- Paesi Bassi

## Stage 1

### Divisione A
| Team    | G | V | V+ | P | GF | GS | +/- | P |
| ------- | - | - | -- | - | -- | -- | --- | - |
| Russia  | 3 | 3 | 0  | 0 | 20 | 8  | +12 | 9 |
| Italia  | 3 | 1 | 1  | 1 | 18 | 17 | +1  | 5 |
| Romania | 3 | 1 | 0  | 2 | 18 | 23 | −5  | 3 |
| Polonia | 3 | 0 | 0  | 3 | 14 | 22 | −8  | 0 |

| Squadra 1 | Risultato | Squadra 2 |
| --------- | --------- | --------- |
| Italia    | 7-6 dts   | Polonia   |
| Russia    | 9-3       | Romania   |
| Italia    | 8-7       | Romania   |
| Russia    | 7-2       | Polonia   |
| Romania   | 8-6       | Polonia   |
| Russia    | 4-3       | Italia    |

### Divisione B
| Team     | G | V | V+ | P | GF | GS | +/- | P |
| -------- | - | - | -- | - | -- | -- | --- | - |
| Israele  | 2 | 2 | 0  | 0 | 15 | 8  | +7  | 6 |
| Germania | 2 | 1 | 0  | 1 | 10 | 11 | −1  | 3 |
| Grecia   | 2 | 0 | 0  | 2 | 10 | 16 | −6  | 0 |

| Squadra 1 | Risultato | Squadra 2 |
| --------- | --------- | --------- |
| Israele   | 9-5       | Grecia    |
| Israele   | 6-3       | Germania  |
| Germania  | 7-5       | Grecia    |

## Stage 2

### Divisione A
| Team       | G | V | V+ | P | GF | GS | +/- | P |
| ---------- | - | - | -- | - | -- | -- | --- | - |
| Spagna     | 3 | 2 | 1  | 0 | 18 | 10 | +8  | 8 |
| Polonia    | 3 | 1 | 1  | 1 | 10 | 13 | −3  | 5 |
| Portogallo | 3 | 1 | 0  | 2 | 13 | 13 | 0   | 3 |
| Francia    | 3 | 0 | 0  | 3 | 9  | 14 | −5  | 0 |

| Squadra 1  | Risultato     | Squadra 2  |
| ---------- | ------------- | ---------- |
| Spagna     | 6-3           | Portogallo |
| Polonia    | 3-2           | Francia    |
| Polonia    | 4-4 (1-0 dcr) | Portogallo |
| Spagna     | 5-4 dts       | Francia    |
| Spagna     | 7-3           | Polonia    |
| Portogallo | 6-3           | Francia    |

### Divisione B
| Team        | G | V | V+ | P | GF | GS | +/- | P |
| ----------- | - | - | -- | - | -- | -- | --- | - |
| Ungheria    | 2 | 1 | 1  | 0 | 13 | 7  | +6  | 5 |
| Inghilterra | 2 | 1 | 0  | 1 | 5  | 6  | −1  | 3 |
| Bielorussia | 2 | 0 | 0  | 2 | 6  | 11 | −5  | 0 |

| Squadra 1   | Risultato | Squadra 2   |
| ----------- | --------- | ----------- |
| Ungheria    | 8-5 dts   | Bielorussia |
| Ungheria    | 5-2       | Inghilterra |
| Inghilterra | 2-1       | Bielorussia |

## Stage 3

### Divisione A
| Team       | G | V | V+ | P | GF | GS | +/- | P |
| ---------- | - | - | -- | - | -- | -- | --- | - |
| Svizzera   | 3 | 3 | 0  | 0 | 17 | 11 | +6  | 9 |
| Portogallo | 3 | 2 | 0  | 1 | 19 | 13 | +6  | 6 |
| Italia     | 3 | 1 | 0  | 2 | 12 | 15 | −3  | 3 |
| Francia    | 3 | 0 | 0  | 3 | 9  | 18 | −9  | 0 |

| Squadra 1  | Risultato | Squadra 2  |
| ---------- | --------- | ---------- |
| Svizzera   | 9-4       | Francia    |
| Portogallo | 6-2       | Italia     |
| Portogallo | 8-5       | Francia    |
| Svizzera   | 6-5       | Italia     |
| Svizzera   | 6-5       | Portogallo |
| Italia     | 5-3       | Francia    |

### Divisione B
| Team        | G | V | V+ | P | GF | GS | +/- | P |
| ----------- | - | - | -- | - | -- | -- | --- | - |
| Azerbaigian | 2 | 2 | 0  | 0 | 12 | 8  | +4  | 6 |
| Rep. Ceca   | 2 | 1 | 0  | 1 | 9  | 9  | 0   | 3 |
| Paesi Bassi | 2 | 0 | 0  | 2 | 8  | 12 | −4  | 0 |

| Squadra 1   | Risultato | Squadra 2 |
| ----------- | --------- | --- |
| Azerbaigian | 5-4       | Rep. Ceca |
| Rep. Ceca   | 5-4       | Paesi Bassi |
| Azerbaigian | 7-4       | [[File:Template:Naz/NES\|class=noviewer\|Template:Naz/NES (bandiera)\|20x16px]] [[Selezione maschile di beach soccer Template:Naz/NES\|Template:Naz/NES]] |

## Stage 4

### Divisione A
| Team     | G | V | V+ | P | GF | GS | +/- | P |
| -------- | - | - | -- | - | -- | -- | --- | - |
| Svizzera | 3 | 2 | 0  | 1 | 17 | 14 | +3  | 6 |
| Russia   | 3 | 2 | 0  | 1 | 21 | 11 | +10 | 6 |
| Romania  | 3 | 1 | 0  | 2 | 12 | 22 | −10 | 3 |
| Spagna   | 3 | 0 | 1  | 2 | 16 | 19 | −3  | 2 |

| Già precedentemente qualificata al turno successivo | Qualificata al turno successivo |

| Squadra 1 | Risultato     | Squadra 2 |
| --------- | ------------- | --------- |
| Svizzera  | 6-4           | Russia    |
| Romania   | 7-6           | Spagna    |
| Russia    | 11-1          | Romania   |
| Spagna    | 6-6 (4-3 dcr) | Svizzera  |
| Svizzera  | 5-4           | Romania   |
| Russia    | 6-4           | Spagna    |

### Divisione B
| Team     | G | V | V+ | P | GF | GS | +/- | P |
| -------- | - | - | -- | - | -- | -- | --- | - |
| Turchia  | 2 | 1 | 0  | 1 | 11 | 9  | +2  | 3 |
| Norvegia | 2 | 1 | 0  | 1 | 9  | 11 | –2  | 3 |

| Squadra 1 | Risultato | Squadra 2 |
| --------- | --------- | --------- |
| Turchia   | 7-4       | Norvegia  |
| Norvegia  | 5-4       | Turchia   |

## Classifica generale

### Divisione A
| Pos | Team       | G | V | V+ | P | GF | GS | +/- | P  |
| --- | ---------- | - | - | -- | - | -- | -- | --- | -- |
| 1   | Russia     | 6 | 5 | 0  | 1 | 41 | 19 | +22 | 15 |
| 2   | Svizzera   | 6 | 5 | 0  | 1 | 34 | 25 | +9  | 15 |
| 3   | Spagna     | 6 | 2 | 2  | 2 | 34 | 29 | +5  | 10 |
| 4   | Portogallo | 6 | 3 | 0  | 3 | 32 | 26 | +6  | 9  |
| 5   | Italia     | 6 | 2 | 1  | 3 | 30 | 32 | −2  | 8  |
| 6   | Romania    | 6 | 2 | 0  | 4 | 30 | 45 | −15 | 6  |
| 7   | Polonia    | 6 | 1 | 1  | 4 | 24 | 35 | −11 | 5  |
| 8   | Francia    | 6 | 0 | 0  | 6 | 18 | 32 | −14 | 0  |

### Divisione B
| Pos | Team        | G | V | V+ | P | GF | GS | +/- | P |
| --- | ----------- | - | - | -- | - | -- | -- | --- | - |
| 1   | Israele     | 2 | 2 | 0  | 0 | 15 | 8  | +7  | 6 |
| 2   | Azerbaigian | 2 | 2 | 0  | 0 | 12 | 8  | +4  | 6 |
| 3   | Ungheria    | 2 | 1 | 1  | 0 | 13 | 7  | +6  | 5 |
| 4   | Turchia     | 2 | 1 | 0  | 1 | 11 | 9  | +2  | 3 |
| 5   | Rep. Ceca   | 2 | 1 | 0  | 1 | 9  | 9  | 0   | 3 |
| 6   | Germania    | 2 | 1 | 0  | 1 | 10 | 11 | −1  | 3 |
| 7   | Inghilterra | 2 | 1 | 0  | 1 | 5  | 6  | −1  | 3 |
| 8   | Norvegia    | 2 | 1 | 0  | 1 | 9  | 11 | −2  | 3 |
| 9   | Paesi Bassi | 2 | 0 | 0  | 2 | 8  | 12 | −4  | 0 |
| 10  | Bielorussia | 2 | 0 | 0  | 2 | 6  | 11 | −5  | 0 |
| 11  | Grecia      | 2 | 0 | 0  | 2 | 10 | 16 | −6  | 0 |

## Finali promozione

### Squadre qualificate
- Ungheria
- Azerbaigian
- Turchia
- Israele
- Inghilterra (Sostituisce la Repubblica Ceca ritiratasi)
- Francia (Ultima della divisione A)

#### Gruppo 1
| Team        | G | V | V+ | P | GF | GS | +/- | P |
| ----------- | - | - | -- | - | -- | -- | --- | - |
| Francia     | 2 | 2 | 0  | 0 | 17 | 6  | +11 | 6 |
| Ungheria    | 2 | 1 | 0  | 1 | 7  | 10 | −3  | 3 |
| Inghilterra | 2 | 0 | 0  | 2 | 7  | 15 | −8  | 0 |

| Squadra 1 | Risultato | Squadra 2   |
| --------- | --------- | ----------- |
| Francia   | 10-4      | Inghilterra |
| Ungheria  | 5-3       | Inghilterra |
| Francia   | 7-2       | Ungheria    |

#### Gruppo 2
| Team        | G | V | V+ | P | GF | GS | +/- | P |
| ----------- | - | - | -- | - | -- | -- | --- | - |
| Turchia     | 2 | 1 | 1  | 0 | 8  | 7  | +1  | 5 |
| Israele     | 2 | 1 | 0  | 1 | 6  | 4  | +2  | 3 |
| Azerbaigian | 2 | 0 | 0  | 2 | 5  | 8  | −3  | 0 |

| Squadra 1 | Risultato     | Squadra 2   |
| --------- | ------------- | ----------- |
| Turchia   | 3-3 (3-2 dcr) | Israele     |
| Turchia   | 5-4           | Azerbaigian |
| Israele   | 3-1           | Azerbaigian |

#### Finale 5º posto
| Squadra 1   | Risultato | Squadra 2   |
| ----------- | --------- | ----------- |
| Azerbaigian | 4-2       | Inghilterra |

#### Finale 3º posto
| Squadra 1 | Risultato | Squadra 2 |
| --------- | --------- | --------- |
| Israele   | 8-4       | Ungheria  |

#### Finale promozione
| Squadra 1 | Risultato | Squadra 2 |
| --------- | --------- | --------- |
| Turchia   | 4-3       | Francia   |

#### Classifica finale Divisione B
| Rank | Team        |                           |
| ---- | ----------- | ------------------------- |
| 1    | Turchia     | Promossa in Divisione A   |
| 2    | Francia     | Retrocessa in divisione B |
| 3    | Israele     | Rimane in divisione B     |
| 4    | Ungheria    | Rimane in divisione B     |
| 5    | Azerbaigian | Rimane in divisione B     |
| 6    | Inghilterra | Rimane in divisione B     |

## Finali

### Squadre qualificate
- Russia
- Italia
- Spagna
- Svizzera
- Romania
- Portogallo

#### Gruppo 1
| Team       | G | V | V+ | P | GF | GS | +/- | P |
| ---------- | - | - | -- | - | -- | -- | --- | - |
| Portogallo | 2 | 2 | 0  | 0 | 10 | 3  | +7  | 6 |
| Russia     | 2 | 1 | 0  | 1 | 8  | 8  | 0   | 3 |
| Romania    | 2 | 0 | 0  | 2 | 5  | 12 | −7  | 0 |

| Squadra 1  | Risultato | Squadra 2 |
| ---------- | --------- | --------- |
| Russia     | 6-4       | Romania   |
| Portogallo | 6-1       | Romania   |
| Portogallo | 4-2       | Russia    |

#### Gruppo 2
| Team     | G | V | V+ | P | GF | GS | +/- | P |
| -------- | - | - | -- | - | -- | -- | --- | - |
| Italia   | 2 | 2 | 0  | 0 | 14 | 11 | +3  | 6 |
| Svizzera | 2 | 1 | 0  | 1 | 12 | 11 | +1  | 3 |
| Spagna   | 2 | 0 | 0  | 2 | 8  | 12 | −4  | 0 |

| Squadra 1 | Risultato | Squadra 2 |
| --------- | --------- | --------- |
| Italia    | 7-6 dts   | Svizzera  |
| Italia    | 6-5       | Spagna    |
| Svizzera  | 6-3       | Spagna    |

#### Finale 5º posto
| Squadra 1 | Risultato | Squadra 2 |
| --------- | --------- | --------- |
| Spagna    | 7-1       | Romania   |

#### Finale 3º posto
| Squadra 1 | Risultato | Squadra 2 |
| --------- | --------- | --------- |
| Russia    | 7-3       | Svizzera  |

#### Finale 1º posto
| Squadra 1  | Risultato | Squadra 2 |
| ---------- | --------- | --------- |
| Portogallo | 3-2       | Italia    |

## Classifica Finale
| Pos | Team       |
| --- | ---------- |
| 1   | Portogallo |
| 2   | Italia     |
| 3   | Russia     |
| 4   | Svizzera   |
| 5   | Spagna     |
| 6   | Romania    |